# Réseau FADOQ
 (septembre 2024).
Si vous disposez d'ouvrages ou d'articles de référence ou si vous connaissez des sites web de qualité traitant du thème abordé ici, merci de compléter l'article en donnant les références utiles à sa vérifiabilité et en les liant à la section « Notes et références ».
Le Réseau FADOQ, auparavant connu sous le nom de Fédération de l'Âge d'Or du Québec, est un réseau québécois composé d'organismes affiliés qui a pour mission de représenter des personnes de 50 ans et plus.

## Historique
Le 3 mars 1962, une travailleuse sociale réunit un groupe d'hommes retraités à Saint-Jean-sur-Richelieu dans le but de créer un mouvement de l'âge d'or. L’objectif principal de la fondatrice, Marie-Ange Bouchard, était de briser l’isolement des aînés en leur offrant une panoplie d’activités de loisir, sportives et culturelles. Ce n'est qu'en 1969 que deux regroupements régionaux sont créés; l'un à Trois-Rivières et l'autre à Québec. 
Le 16 juin 1970, le Réseau FADOQ est constituée en vertu de la Loi des compagnies de la province de Québec. À ce moment, on compte plus de 500 clubs de l'âge d'or et près de 50 000 membres. Rapidement, c'est-à-dire dès 1976, la FADOQ comprend 16 regroupements régionaux, près de 1 000 clubs et plus de 170 000 membres.
En date de 2024, le réseau compte plus de 580 000 membres, ce qui en fait la plus grande association volontaire de personnes âgées de 50 ans et plus au Canada.

## Récompenses

### Prix FADOQ
Ce prix est ouvert à l'ensemble de la population et s'adresse à une personne bénévole, un organisme ou une entreprise de la région. Il souligne la contribution exceptionnelle à la qualité de vie des personnes aînées au niveau local ou régional.[réf. nécessaire]

### Prix Père-Marcel-de la Sablonnière
Nommé en l'honneur de Marcel de la Sablonnière, le Prix Père-Marcel-de la Sablonnière est ouvert à l'ensemble de la population et s'adresse à un organisme. Il récompense la mise sur pied d'une activité régulière ou ponctuelle qui favorise le rapprochement entre la génération aînée (50 ans et plus) et les autres générations.[réf. nécessaire]